# Либурния
Либурния (Liburnia) е историко-географска област в Илирия, заемаща крайбрежната зона по западната част на днешна Хърватия и Северна Далмация, както и някои от по-малките острови в Адриатика. Разположена е между реките Арса (днес Арсия) и Керка (сега Титий), които отделят северните ѝ части от Истрия, и южната ѝ част от Далмация.
Либурния е планинска страна, чийто вериги на Албийските планини се простират паралелно на крайбрежието, и са част от Динарските планини, продължаващи на югоизток-юг с Албанските Алпи, Албанските планини и Пинд. Либурния не е плодородна страна в античността, а нейните жители, либурните, са били принудени да се препитават с морска търговия. Либурните са известни в античността със своите бързоходни кораби ((Liburnae naves) с които кръстосват Средиземноморието достигайки до далечни земи. Либурните са известни също и като морски разбойници-пирати през античността до средата на II век, когато са завладени от римляните.
Либурнски морски съдове (които са малки, маневрени и бързи), известни като в античността с името либурни вземат участие в битката при Акциум, допринасяйки за победата на Октавиан.

## Либурнийски градове
- Албона (Albona), днес Лабин в Хърватия;
- Кориний (Corinium), днес Корин в Хърватия;
- Сения (Senia), днес Ценг в Хърватия;
- Скардона (Scardona)
- Тарсатика (Tarsatica), днес Терсато в Хърватия;
- Фланона (Flanona), днес Пломин в Хърватия;
- Енона (Aenona), днес Нона в Хърватия;
- Ядер (Iader), днес Цара в Хърватия;